# 1529 en littérature
| Années de la littérature : 1526 - 1527 - 1528 - 1529 - 1530 - 1531 - 1532    |
| Décennies de la littérature : 1490 - 1500 - 1510 - 1520 - 1530 - 1540 - 1550 |

Cet article présente les faits marquants de l'année 1529 en littérature.

## Parutions
- 23 janvier : Trente et quatre chansons musicales a quatre parties, publiées à Paris par l’imprimeur Pierre Attaingnant[1].
- Avril : publication du Catéchisme allemand et du Petit Catéchisme (26 avril) de Martin Luther[2].
- 28 avril  : Champ fleury, traité de typographie, d'orthographe et de grammaire française de Geoffroy Tory, imprimé par Gilles de Gourmont[3].
- Septembre  :
  - Commentarii linguae graecae (« Commentaires sur la langue grecque »), lexique grec de Guillaume Budé imprimé chez Josse Bade à Paris[4].
  - De Pueris Statim ac Liberaliter Instituendis (« Une éducation ferme mais agréable ») traité d’éducation d’Érasme publié par Jérôme Froben à Bâle[5].

## Naissances
- 7 juin : Étienne Pasquier, poète, humaniste, historien et juriste français († 1er septembre 1615).
- 30 août : Bernardo Davanzati, écrivain italien de la Renaissance († 29 mars 1606).

- Vers 1529 :
  - Olivier de Magny, poète français († 1561).
  - George Puttenham, écrivain anglais († vers 1590).
  - Juan del Encina, poète, musicien et dramaturge espagnol (né le 12 juillet 1468).

## Décès
- 8 février : Baldassare Castiglione, comte de Novellata, écrivain et diplomate italien, né en 1478.
- 10 mai : Luigi da Porto, écrivain et historiographe italien, né le 10 août 1485.
- 21 juin : John Skelton, poète anglais, né vers 1463.
- Vers 1529 :  Pierre Sala, écuyer à la cour des rois de France, collectionneur d'antiquités et écrivain français, né vers 1457.